# Dangerous Curves
Dangerous Curves – piąty album studyjny amerykańskiej gitarzystki i wokalistki heavymetalowej Lity Ford, wydany w 1991. Pomimo dużej popularności krążka oraz teledysków do singli z płyty, które często ukazywały się w MTV, album nie osiągnął równie dużego sukcesu jak jego poprzednik, głównie z powodu wzrostu zainteresowania rockiem alternatywnym w późnym 1991. "Shot of Poison", singel promujący płytę, został nominowany do nagrody Grammy w kategorii najlepszego żeńskiego wykonania rockowego w 1993. 

## Lista utworów
Strona A
1. "Larger Than Life" (Michael Dan Ehmig, Lita Ford, Myron Grombacher) – 3:53
2. "What Do Ya Know About Love?" (Randy Cantor, Michael Caruso, Cal Curtis) – 3:52
3. "Shot of Poison" (Ford, Grombacher, Jim Vallance) – 3:31
4. "Bad Love" (Ehmig, David Ezrin, Ford, Joe Taylor) – 4:20
5. "Playin' with Fire" (Ehmig, Ford, Vallance) – 4:08

Strona B
1. "Hellbound Train" (Ehmig, Ezrin, Ford, Grombacher, Kevin Savigar) – 6:06
2. "Black Widow" (Ehmig, Ezrin, Ford, Taylor) – 3:30
3. "Little Too Early" (Rick Blakemore, Al Pitrelli, Joe Lynn Turner) – 2:58
4. "Holy Man" (Ehmig, Ford) – 4:42
5. "Tambourine Dream" (Ehmig, Ford, Grombacher) – 4:53
6. "Little Black Spider" (Ford) – 1:46

## Wykonawcy
Zespół
- Lita Ford - śpiew, gitara
- Joe Taylor - gitara
- David Ezrin - keyboard
- Matt Bissonette - gitara basowa
- Myron Grombacher - perkusja

Muzycy sesyjni
- Howard Leese - gitara
- Jeff Scott Soto, Debbie Holiday, Joe Lynn Turner, Michael Caruso, Anne Marie Hunter - śpiew wspomagający

Produkcja
- Tom Werman - producent, miksowanie
- Eddie DeLena - producent asystujący, inżynier dźwięku, miksowanie
- Clif Norrell, Mike Piersante - asystujący inżynierowie dźwięku
- Michael Dan Ehmig - aranżowanie wokalu